# Tollmien-Schlichting-Welle

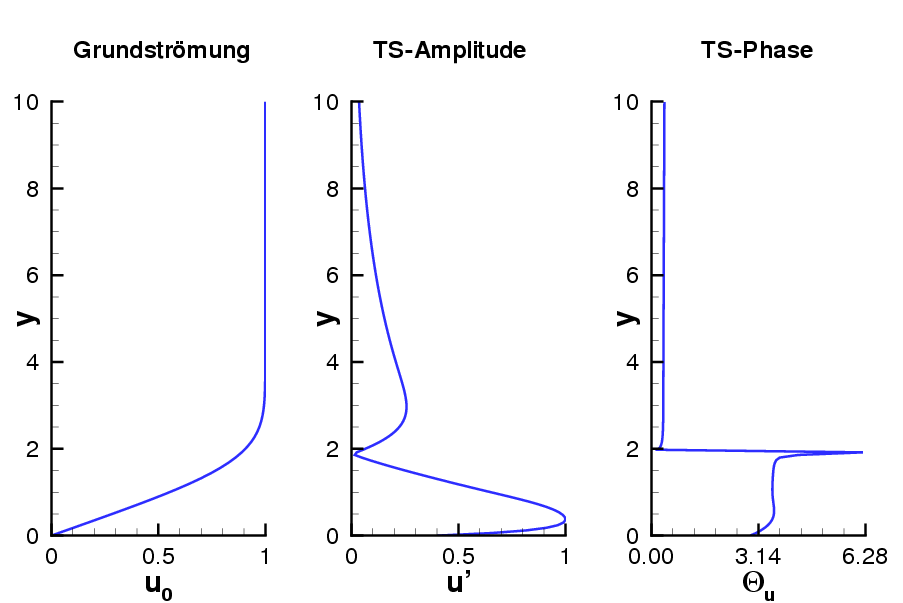
Amplituden- und Phasenverteilung
einer linearen Tollmien-Schlichting-Welle (TS) in einer Grenzschicht
(Ergebnisse aus der linearen Stabilitätstheorie)

Die Tollmien-Schlichting-Welle (nach Walter Tollmien und Hermann Schlichting) ist ein Begriff aus der Strömungslehre im Zusammenhang mit der linearen Stabilitätstheorie.
An Tragflügeln (oder allgemein von Luft umströmten Körpern) bildet sich zwischen Oberfläche und Außenströmung eine Geschwindigkeitsgrenzschicht, die u. a. den Reibungswiderstand des Körpers bewirkt. Die Grenzschicht ist zunächst laminar und widerstandsarm.
Sehr kleine Störungen mit Wellencharakter werden mit zunehmender Laufstrecke in der Grenzschicht verstärkt und entwickeln ab einem kritischen Wert der Reynoldszahl {\displaystyle Re_{x,krit}} eine Instabilität, die sich durch zweidimensionale Tollmien-Schlichting-Wellen zeigt. Sie verursachen einen Übergang zur turbulenten Grenzschicht und damit einen höheren Widerstand. Dabei wachsen sie zu dreidimensionalen Wellen an, aus denen sich Wirbel bilden. Die Frequenz dieser Störwellen hängt vom Fluid und der Strömungsgeschwindigkeit ab; in Windkanalversuchen liegt sie typischerweise zwischen 100 Hz und 1000 Hz.
Weltweit wird intensiv daran gearbeitet, diesen laminar-turbulenten Übergang – die Transition zur Turbulenz – an Tragflügeln und Leitwerken zu größeren Flügeltiefen zu verlagern, um ihren Luftwiderstand zu verringern.